# 小欖精神病治療中心

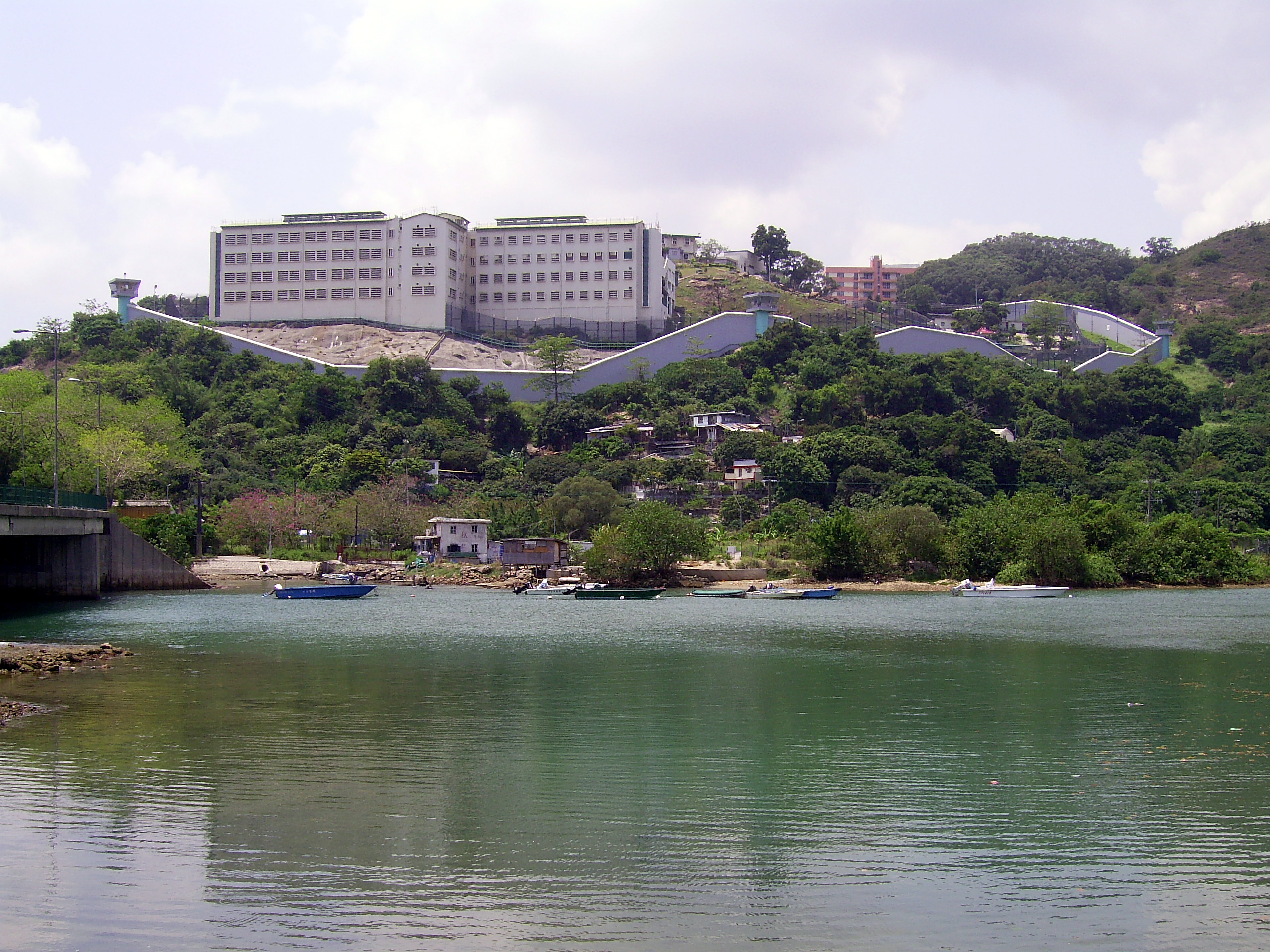
小欖精神病治療中心東面

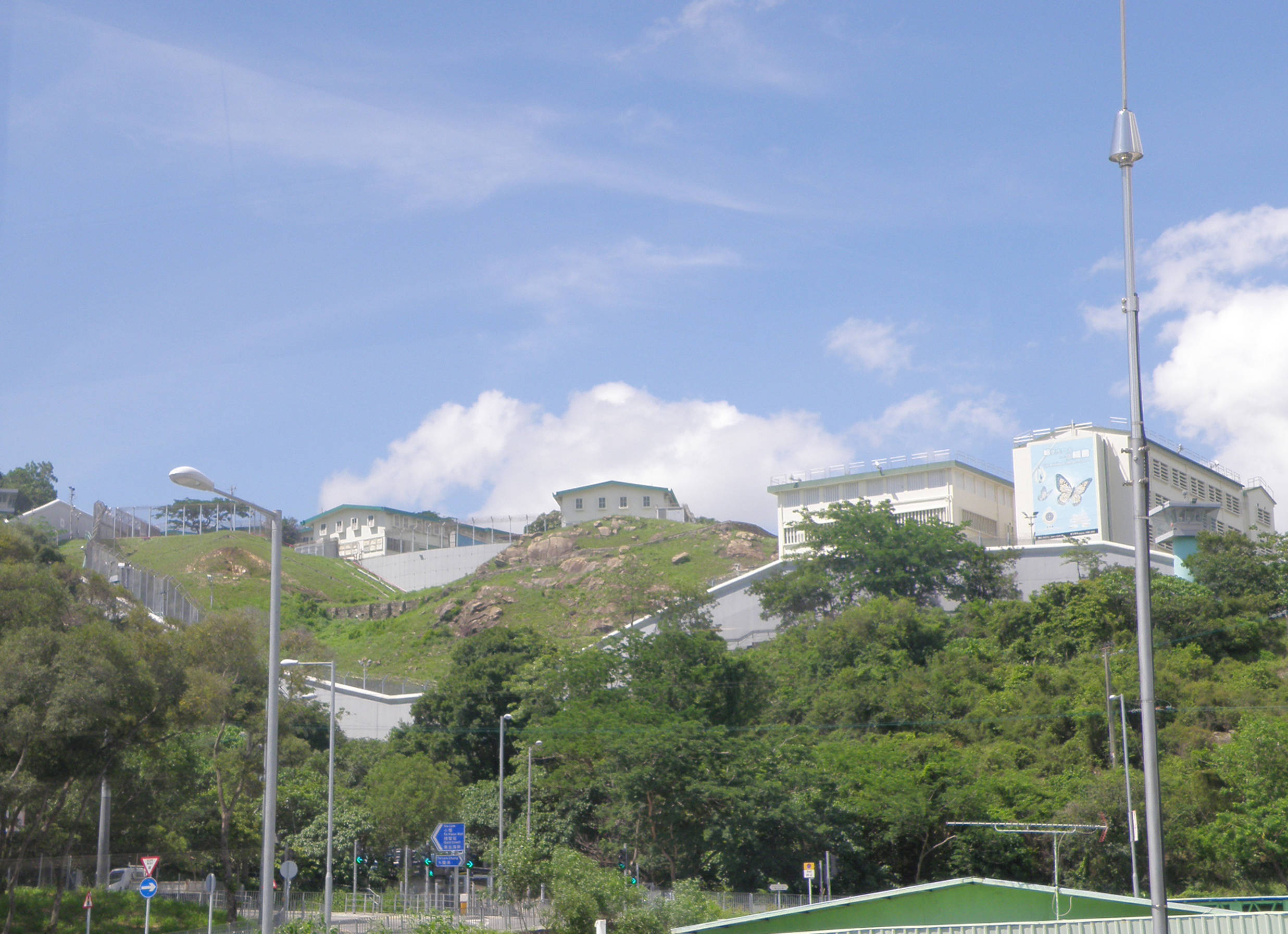
小欖精神病治療中心西南面

小欖精神病治療中心（英語：Siu Lam Psychiatric Centre，原稱小欖精神科監獄），是香港一所高度設防院所，屬懲教署設施，位於新界屯門區小欖康輝路，1972年開始運作，取代域多利監獄於1961年設立的精神科觀察組，為處理需要精神觀察、治療、評估或特別心理服務的男女犯人、還押犯或羈留者等。至1990年，D座大樓亦告落成。
小欖精神病治療中心附近佈置不少紀律部隊設施，包括水警分區總部、警員宿舍，香港海關學院及懲教署職員宿舍等。
而在此監禁者主要分兩類：有限期醫院令及無限期醫院令（後者等同終身監禁，亦是唯一18歲以下人士可判囚終身的例外，並指定於C座終身囚禁）。其中，後者往往因已無家人願意擔保，基本上不會獲釋而囚禁至死亡；就算有例外，亦需監禁至少25年才可轉往青山醫院接受監管2年，方可獲釋。

## 事件
- 1994年12月，因19年前牛頭角灶底藏屍案被判囚終身、即將獲考慮假釋的43歲囚犯黃坤泰，被發現在囚室內吊頸自殺身亡[2]。
- 1996年4月24日，此監獄閘口遭一輛泥頭車撞毀，並被掛上以「囚之音」為下款的恐嚇字句，要求懲教人員不能向囚犯注射鎮暴劑。據報導，這次事件與同月另外數宗在赤柱監獄門外發生的同類刑毀案有關[3]，疑為悍匪張子強為劫走其在囚同伙而策劃[4]。
- 1998年9月下旬，兩名囚犯在此監獄中離奇暴斃（其中一人為一年前因發狂弒母，而被判囚終身的38歲男囚犯劉榮華[5]），事後被傳媒報導及討論[6]。
- 2013年6月21日凌晨1時許，因三年前一宗謀殺罪被判囚終身的54歲男囚犯吳雅倫，被職員發現吊頸自殺，送院搶救證實不治，死者留有遺書，警方調查事件無可疑[7]。
- 2020年10月8日，曾被警員襲擊、正在還押候審的54歲越南裔露宿者黎民十，被發現在囚室內被長褲纏頸，送院搶救證實不治。雖然懲教方面指案件無可疑，但說法備受質疑[8]。

## 鄰近
- 青山公路
- 小欖村帝濤灣

## 外部連結
- 小欖精神病治療中心 （页面存档备份，存于）